# Людвіг IV (великий герцог Гессену)
Людвіг IV (нім. Ludwig IV.; 12 вересня 1837 — 13 березня 1892) — 4-й великий герцог Гессенський й Прирейнський в 1877—1892 роках.

## Життєпис
Походив з Гессенського дому. Онук Людвіга II, великого герцога Гессенського. Старший син принца Карла Гессенського та Єлизавети Прусської. Народився 1837 року в Бесзунгені, отримавши ім'я Фрідріх Вільгельм Карл. Здобув гарну домащню освіту.
У 1854 році разом з молодшим братом Генріхом став проходити військову підготовку. 1856 року поступив до Геттінгенського університету. Потім слухав курс лекцій в Гіссенському університеті.
За наполяганням матері поступив на військову службу до Пруссії. Тут затоваришував з кронпринцем Фрідріхом, з яким здійснив подорож до Великої Британії. 1862 року одружився з донькою британської королеви Вікторії. Оголошений спадкоємцем великого герцогства Гессенського і Прирейнського. 1863 року стає членом Першої палати гессенського ландтагу.
Під час австро-прусської війни очолював 2 піхотну бригаду Гессенської армії, що воювала на боці Австрії. 1868 року стає співрегентом й фактично став урядувати в Гессені.
Під час франко-прусської війни брав участь на чолі Гессенського дивізіону. Брав участь в битвах біля Сен-Прива, Орлеані та Меці.
1877 року після смерті стрийка Людвіга III стає новим великим герцогом. 1878 року помирає його дружина. Підтримував ліберальну більшість в ландтазі. Його міністр-президентами були Юліус Рінк фон Старк, потім Якоб Фінгер.
1884 року одружився вдруге. Але в тому ж році цей шлюб було анульовано. Помер 1892 року від інсульту. Поховано у Новому мавзолеї в парку Розенгое в Дармштадті. Трон успадкував син.

## Родина
1. Дружина — Аліса, донька Вікторії, королеви Великої Британії і Ірландії
Діти:
- Вікторія (1863—1950), дружина Людвіг фон Баттенберга, 1-го маркіза Мілфорда-Гейвена
- Луїза Аліса (1864—1918), дружина великого князя Сергія Олександровича Романова
- Ірина (1866—1953), дружина Генріха Прусського
- Ернст Людвіг (1868—1937), великий герцог Гессенський
- Фрідріх (1870—1873)
- Аліса (1872—1918), дружина російського імператора Миколи II Романова
- Марія (1874—1878)

2. Дружина — Олександра, донька графа Адама фон Гуттен-Чапського
дітей не було